# Begoña Alegría
María Begoña Alegría Ezquerra (Vitoria, 5 de marzo de 1965) es una periodista española.

## Trayectoria
Licenciada en Ciencias de la Información rama Periodismo por la Facultad de Comunicación de la Universidad de Navarra, inició su carrera profesional en la Cadena SER y Antena 3 Radio. Desde 1989 tiene plaza por oposición en RTVE, incorporándose ese mismo año al Centro Territorial de RTVE en el País Vasco, donde permanece hasta 1997. Durante ese tiempo fue redactora y presentadora del informativo territorial. Además, se encargó de la cobertura de programas especiales relacionados con los atentados terroristas.
En 1998 partió a Madrid, siendo director de los Servicios Informativos de TVE Alfredo Urdaci, para incorporarse al Canal 24 horas. Allí ejerció como presentadora de los bloques informativos. Con el paso del tiempo también se encargó de la dirección y presentación de la sección económica Mercados y Negocios. En 1999 fue presentadora del Telediario Matinal y entre 2004 y 2008 presentó y editó el informativo territorial de Madrid.
Entre 2008 a 2014 fue jefa adjunta del área de Nacional de los Servicios Informativos de TVE. En 2014 fue destituida por el director de los Servicios Informativos de TVE, José Antonio Álvarez Gundín y pasó al programa Parlamento como redactora hasta 2018.
El 31 de julio de 2018, Rosa María Mateo, administradora provisional única de RTVE, la nombra nueva directora de los Servicios Informativos de TVE en sustitución de José Antonio Álvarez Gundín. La decisión de la administradora provisional única fue respaldada por el Consejo de Informativos de TVE, órgano que surgió a raíz de la Ley de 2006 para promover la libertad editorial, con un 85,38% de votos en un referéndum realizado para estos efectos. Desempeñó el cargo hasta el 1 de enero de 2020. Para comunicar su decisión de dejar el cargo, redactó una carta explicando que lo asumió de manera provisional y que en un principio estaría sólo tres meses, pero el período se alargó debido a las elecciones generales. La sustituyó interinamente Enric Hernández, director de Información y Actualidad de RTVE.
Tras dejar la dirección de los Servicios Informativos de TVE, continuó como redactora de los servicios informativos y desde el 1 de septiembre de 2020 es la corresponsal de TVE en Roma, desde donde cubre la información de Italia, Eslovenia, Croacia, Bosnia, Albania, Grecia, Montenegro, Macedonia y Serbia.